# Laskavec červenoklasý

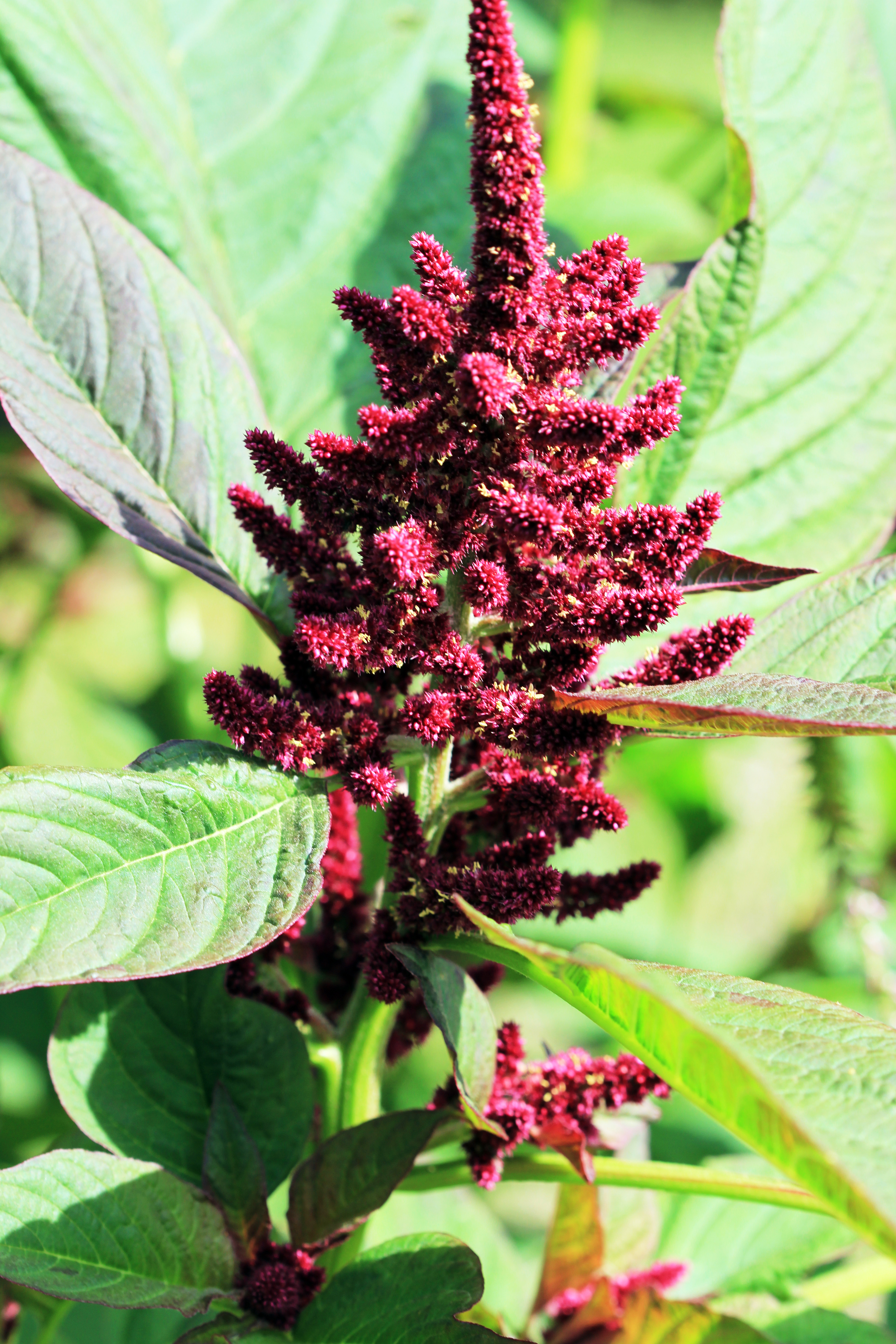
Květenství a listy

Laskavec červenoklasý (Amaranthus hypochondriacus) je jedním z více než 70 druhů rodu laskavec a je pokládán za nejmohutněji rostoucí. Pochází z jihozápadní části Severní Ameriky a je považován za dávno vzniklý kříženec mezi divoce rostoucím laskavcem zelenoklasým (Amaranthus powellii) a Indiány kultivovaným laskavcem krvavým (Amaranthus cruentus). Je součásti komplexu ''Amaranthus hybridus'', skupiny navzájem podobných druhů, u nichž nejsou zcela objasněné vzájemné taxonomické vztahy.
Je pěstován v subtropických i mírných oblastech Ameriky, Asie i Afriky jako potravinářská plodina na místech, kde sušší a chladnější podnebí nevyhovuje obilovinám. Bývá využíván pro semena i listy, do evropských zahrad je zase vysazován jako okrasná rostlina. Občas z kultury zplaňuje a uniká do volné přírody, na území nynější České republiky byl poprvé zjištěn již v roce 1853. Nyní je v Česku považován za příležitostně se vyskytující neofyt.

## Ekologie
Laskavec červenoklasý roste nejrychleji při denní teplotě nad 25 °C a noční pod 15 °C; při teplotě +4 °C přestává růst. Upřednostňuje průměrné roční dešťové srážky od 1000 do 1600 mm, přežívá i při 500 až 2500 mm. Pro semena je úspěšně pěstován i v Himálaji do nadmořské výšky 2000 m n. m., nesnese však pokles teploty k bodu mrazu.
Prospívá mu úrodná půdy a celodenní sluneční svit. Nejlépe mu vyhovuje sypká půda, která je dobře odvodněná a její pH je pohybuje mezi 5,5 až 7,5. Je rostlinou krátkodenní, začíná kvést až při zkracování délky dne, obvykle v druhé polovině léta v červenci a srpnu, semena pak zrají koncem srpna a v září. Celý rod laskavců má zvláštní fotosyntetický mechanismus známý jako typ C4, který je účinný za vysokých teplot, při nedostatku vody a případně i ve slané půdě. Laskavec červenoklasý je proto považován za alternativní plodinu do polosuchých oblastí. Ploidie druhu 2n = 32 nebo 34.

## Popis
Jednoletá, jednodomá bylina s pevnou, přímou, velmi často až pod květenstvím větvenou lodyhou, která je zelená nebo červeně naběhlá a v dospělosti lysá. Lodyha bývá vysoká 0,5 až 2 m, u země je hrubá téměř 3 cm, po délce je hranatá a vyrůstá ze silného, tlustého kořene. Je střídavě porostlá velkými, dlouze řapíkatými, celistvými listy s čepelemi dlouhými 4 až 12 cm a širokými 2 až 7 cm, které jsou tvaru kosníkovitě vejčitého, u báze klínovité a na vrcholu špičaté, oboustranně hrubě žilkované, po obvodě celistvé a někdy zvlněné. Směrem vzhůru se listy zmenšují, palisty rostlina nemá.
Květenství je vzpřímené, hustě větvené, tmavě červené nebo fialové, řidčeji nažloutlé nebo nazelenalé a obsahuje mnohé drobné, společně rostoucí samčí i samičí květy. Je to široce větvená lata, jejíž osu vytváří tuhý, až 45 cm dlouhý koncový lichoklas rozšířený o mnoho kratších lichoklasů vyrůstajících z úžlabí listů. Samčí květy jsou ve vrcholech lichoklasů, samičí v jejich spodních částech. Květy mají vejčité listence asi 4 mm dlouhé a tři až pět nerozlišených okvětních lístků, které jsou nazelenalé, nažloutlé či červené až fialové a uprostřed mívají tmavou žilku, bývají nestejně velké, obvykle 4 × 2 mm a jsou ukončené ostrým hrotem. Samčí květy mají tři až pět tyčinek, samičí horní jednodílný semeník s vajíčkem a dvě či tři tlusté blizny. K opylení dochází větrem, je možná autogamie.
Plod je obvejčitá či kosočtverečná tobolka dlouhá 1,5 až 2 mm. Má krátký zobáček, ve zralosti se otvírá víčkem a obsahuje semeno kulovitého až čočkovité tvaru. Semeno bývá 1 až 1,5 mm velké, hladké, lesklé, černé až tmavě červenohnědé, případně narůžovělé či špinavě bílé; barva semen pomáhá rozlišit jednotlivé kultivary. Klíčí epigeicky, hypokotyl má dlouhý okolo 11 mm. Děložní lístky s řapíky jsou velké 18 × 5 mm. Do hmotnosti jednoho kilogramu se vejde asi 3000 semen.
Bylina se rozmnožuje výhradně semeny, která v teplé půdě dobře a rychle klíčí, noční pokles teploty klíčení urychluje. Semena se vysejí do kvalitní, vlhké půdy a pak se sazenice za dva až tři týdny po výsevu přesazují na trvalé stanoviště, nebo se semena vysévají do řádků přímo na pole.

## Význam
Laskavec červenoklasý je odedávna pěstován pro semena, která hlavně v sušších a chladnějších oblastech nahrazují obiloviny. Je k tomu využíván hlavně ve vyšších polohách Jižní a Střední Ameriky a nově také v horách Asii. Při pěstování se obvykle výnos semen pohybuje okolo 1 t/ha, při požití dusíkatých hnojiv bývá mnohem vyšší, až 3 t/ha, přitom tento druh je ze všech laskavců nejproduktivnější. Semena se používají podobně jako kukuřičná či obilná, obvykle se melou na mouku, vaří se z nich kaše nebo se praží. Jedí se také naklíčená, máčejí se v teplé vodě a nechávají asi 10 dnů naklíčit.
Všechny druhy laskavce patří mezi pseudoobiloviny a jejích semena neobsahují lepek. Semena laskavce červenoklasého jsou v současnosti využívána jako zdravá alternativa ve výživě bez lepku a jsou hlavně vhodná pro lidi trpící celiakií. Pro vysoký obsah vitamínů a kvalitní bílkoviny jsou vhodná jako doplněk stravy nemocných, sportovců nebo těžce pracujících.
Pro zajištění obživy stále většího počtu obyvatel se v Africe mezi lidmi zavádí konzumace zelené hmoty laskavce červenoklasého, které rostlina vyprodukuje velké množství. Z asi 70 druhů laskavců má jen 17 jedlé listy a mezi ně patří i laskavec červenoklasý. Rostliny se seřezávají nebo vytahují ze země ještě mladé, před vytvořením květenství a jejich listy i měkké lodyhy, bohaté na vitamíny a minerály, se vaří a konzumují jako špenát. Sklízejí se za 30 až 50 dnů po vysetí osiva, z jednoho hektaru se získá okolo 25 tun rostlin, z čehož připadá až 50 % na jedlé mladé stonky a listy. Sklizeným rostlinám se promyjí kořeny, zabalí do svazků a rozvezou na tržiště, tam se pro zachování čerstvosti rosí nebo se kořeny namáčejí do vody. Pokud se rostliny na poli jen seříznou, ale nevyorají se kořeny, poskytují nové listy a jedlé lodyhy ještě nejméně po další tří měsíce.
Semena obsahují 5 až 10 % oleje, který má asi 8 % skvalenu používaného ve farmakologii i kosmetice. Mimo tato využití se rostliny pěstují v okrasných zahradách a často též na polích jako krmivo pro dobytek.